# Vaivara
Vaivara war eine Landgemeinde im östlichen Teil des nordestnischen Landkreises Ida-Viru. Sie wurde 2017 der Stadtgemeinde Narva-Jõesuu hinzugefügt.

## Beschreibung
Die Landgemeinde Vaivara grenzt im Norden an den Finnischen Meerbusen.
Sie hatte eine Fläche von 397,97 km² und 1551 Einwohner (2010).

## Gliederung
Neben dem Hauptort Sinimäe bestände die Landgemeinde aus den Dörfern Arumäe, Auvere, Hiiemetsa, Hundinurga, Kudruküla, Laagna, Meriküla, Mustanina, Olgina, Peeterristi, Perjatsi, Pimestiku, Puhkova, Soldina, Sõtke, Tõrvajõe, Udria, Vaivara und Vodava.

## Zweiter Weltkrieg
Die nationalsozialistische deutsche Besatzungsmacht legte im September 1943 das KZ Vaivara an, das von etwa 20.000 jüdischen Gefangenen durchlaufen wurde.
Im Verlauf des Zweiten Weltkriegs verlief die Front ab Juli 1944 während mehrerer Monate in der Gemeinde, den sogenannten Blauen Bergen (Sinimäed). Während der Kämpfe an der Narvafront kamen im Sommer 1944 nach Schätzungen über 170.000 Menschen ums Leben. An sie erinnert heute ein Denkmal auf dem sogenannten Grenadierberg bei Sinimäe.